# مسرح العصابات

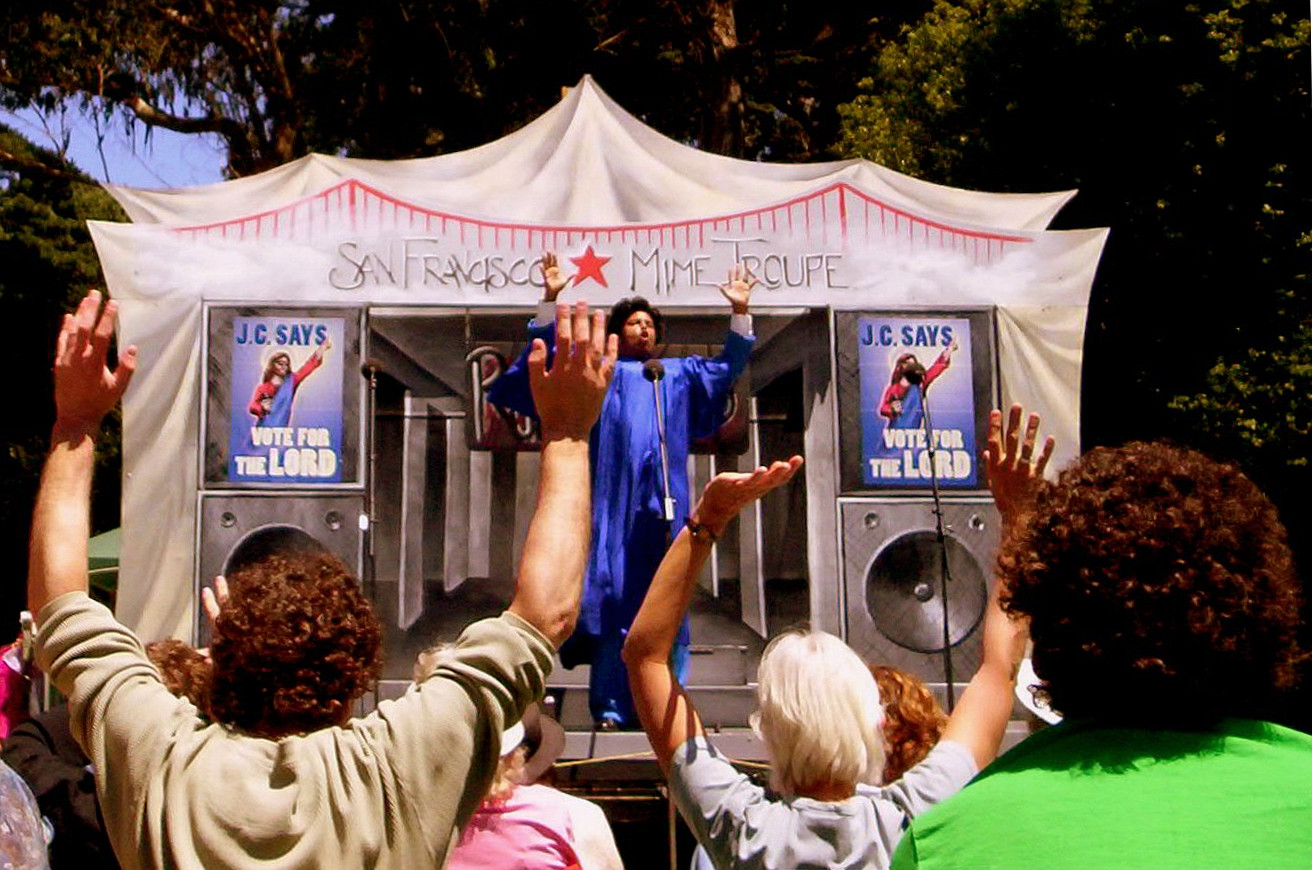

مسرح العصابات (بالإنجليزية: Guerrilla theatre)  هو شكل من أشكال الاتصالات المثيرة (guerrilla communication) نشأ عام 1965 على يد سان فرانسيسكو مايم تروب، وبإلهام من كتابات تشي جيفارا التي تم من خلالها الحصول على تعبير حرب العصابات. وقد اشترك فرانسيسكو في عروض مسرحية في أماكن عامة تلتزم «بالتغير الاجتماعي السياسي الثوري». وقد هدفت العروض التي تقدمها المجموعة إلى مناهضة حرب فيتنام والرأسمالية، وكانت تتضمن في بعض الأحيان موضوعات عن العري والألفاظ النابية والعزل، والتي كانت صادمة لبعض أفراد الجمهور في ذلك الوقت.
وكما كانت تُطبق في العروض المسرحية، فإن حرب العصابات (من الكلمة الإسبانية «الحرب الصغيرة») تصف العفوية والأداء المفاجئ في الأماكن العامة غير المحتملة لجمهور غير متشكك. وتهدف هذه العروض عادة إلى لفت الانتباه إلى قضية سياسية/اجتماعية من خلال الهجاء والاحتجاج والتقنيات المهرجانية. وكان الكثير من هذه العروض نتيجة مباشرة للحركات الاجتماعية الراديكالية في أواخر الستينيات مرورًا بمنتصف السبعينيات من القرن العشرين. ويُعرف مسرح العصابات أيضًا باسم عرض العصابات، والذي يرتبط في بعض الأحيان بالمسرح السياسي الدعائي التحريضي الذي انتشر في ثلاثينيات القرن العشرين، ولكنه يختلف عن المسرح السياسي الدعائي التحريضي في استخدام أساليب عروض حركة دادا الفنية.

## الأصول
لقد صاغ بيتر بيرغ تعبير مسرح العصابات، وقد اقترحه في عام 1965 على أر جى ديفيس كعنوان لمقالته حول أحداث مسرحية سان فرانسيسكو مايم تروب (San Francisco Mime Troupe)، وهو مقال نشر للمرة الأولى في عام 1966. وقد تم استلهام تعبير «حرب العصابات» من فقرة كتبها تشي جيفارا في إحدى مقالاته يقول فيها:
لقد درس ديفيس فن الحركات الإيحائية والرقص الحديث في خمسينيات القرن العشرين واكتشف الكوميديا المرتجلة. وفي خريف 1966، انفصل حوالي 20 عضوًا من أعضاء فرقة سان فرانسيسكو مايم تروب وقاموا بإنشاء فرقة تعرف باسم ديجرز (Diggers)، والتي أخذوا اسمها من مجموعة من الراديكاليين برزت في إنجلترا في القرن السابع عشر.

## مسرح العصابات والأداء العملي
يشترك مسرح العصابات في أصوله مع العديد من أشكال الاحتجاج السياسي ومسرح الشوارع، ومن بينها المسرح السياسي الدعائي التحريضي والمسرح الكرنفالي والعروض العسكرية والمواكب والاحتجاجات السياسية وفن الأداء والحدثية، وعلى الأخص حركة دادا وفن العصابات. وعلى الرغم من أن هذه الحركة تدرس على نطاق واسع في فصول تاريخ المسرح، فإن كمية البحث والتوثيق لمسرح حرب العصابات قليلة بشكل يثير الدهشة. ويبدو أن تعبير «مسرح العصابات» قد ظهر في منتصف ستينيات القرن العشرين كنتيجة لمسارح النشطاء الراديكالية مثل ليفينج ثياتر (The Living Theatre) وسان فرانسيسكو مايم تروب (San Francisco Mime Troupe) ومسرح بريد أند بابيت (Bread and Puppet Theater) وتياترو كامبسينو (Teatro Campesino)، وفري ساثرن ثياتر (Free Southern Theater). كما أن له جذورًا مهمة في «حدثية» ألان كابرو.
وكان أول عروض مسرح العصابات الموثقة بشكل كبير قد تم تنفيذها تحت قيادة أبي هوفمان وحزب الشباب العالمي (Yippies). وقد أجريت أحد عروضهم الأكثر شهرة في 24 أغسطس 1967 في بورصة نيويورك، حيث ألقى هوفمان وغيره من أعضاء حزب الشباب العالمي الدولارات على أرضية التداول بالأسفل. ونظرًا لأن هذا الحدث خلق ضجة إعلامية، فقد حظي بتغطية على الصعيد الدولي. وفي كتابه الأخير، قريبًا سيصبح فيلمًا سينيمائيًا كبيرًا (Soon to be a Major Motion Picture)(1980)، أشار هوفمان إلى ظهوره على التلفزيون بتكتيكات تخريبية تم تخطيطها خصيصًا بوصفها «مسرح العصابات».
وكانت مجموعة جوريلا جيرلز (بنات حرب العصابات أو Guerrilla Girls بالإنجليزية) من مجموعات عروض مسارح العصابات التي استمرت في استخدام هذا التعبير. وقد تأسست هذه المجموعة من الفنانات الناشطات في الحركة النسوية في مدينة نيويورك في عام 1985 بغرض لفت الانتباه إلى عدم وجود فنانات في معارض المتاحف الفنية والمتاحف. وبدأت مجموعة جوريلا جيرلز أعمالها من خلال تكتيكات فن حرب العصابات التي توسعت لتشمل مسرح العصابات. وتشمل بعض الممارسات الشائعة في أساليب مسرح العصابات التي كررتها مجموعات أخرى: الظهور في زي رسمي، واستخدام أسماء مستعارة، وتمويه هويتهم.
ومن الممكن رؤية أصول وتراث مسرح حرب العصابات في عمل هذه المجموعات السياسية/المسرحية:
- أكت أب
- بيليونيرز فور بوش
- بيليونيرز فور ويلث كير
- بريد أند بابيت ثياتر
- تشرتش ليديز فور تشويس
- تشرتش أو إيوثيناجا
- سيركس أموك
- كلاندستاين إنسيرجينت ربيل كلاون أرمي
- إلتياترو كامسينو
- أويل إنفورسمنت أجنسي
- ركلام ذا ستريتس
- ريفرند بيلي أند ذا تشرتش أو ستوب شوبينج
- سان فرانسيسكو مايم تروب
- ولفير ستيت إنترناشونال
- فري ساثرن ثياتر

## كتابات أخرى
- Durland, Steven. "Witness: The Guerrilla Theater of Greenpeace." Radical Street Performance. Jan Cohen-Cruz, ed. New York: Routledge, 1998, pp. 67–73.
- Hoffman, Abbie. "America Has More Television Sets Than Toilets." Radical Street Performance. Jan Cohen-Cruz, ed. New York: Routledge, 1998, pp. 190–195.